# Santuario della Beata Vergine di Loreto (Bardi)
Il santuario della Beata Vergine di Loreto è un luogo di culto cattolico dalle forme neoclassiche, situato nei pressi di Pione, frazione di Bardi, in provincia di Parma e diocesi di Piacenza-Bobbio; è sussidiario della parrocchiale di Santa Maria Assunta di Pione e fa parte del vicariato della Val Taro e Val Ceno.

## Storia
Il luogo di culto fu edificato nel 1805.
Nel 1848 la chiesa fu ampliata e l'anno seguente fu dotata di un nuovo altare.
Nel 1886 il santuario fu ristrutturato e ingrandito su iniziativa del missionario Bartolomeo Rolleri dei Colombini.

## Descrizione
La chiesa si sviluppa su un impianto a navata unica, con ingresso a est e presbiterio absidato a ovest.
La simmetrica facciata a capanna, interamente rivestita in pietra come il resto dell'edificio, è preceduta da un grande portico con copertura a due falde, retto da due pilastrini in legno; il prospetto è suddiviso orizzontalmente in due parti da un cornicione modanato in lieve aggetto. Inferiormente si elevano quattro lesene coronate da capitelli dorici; al centro è collocato l'ampio portale d'ingresso ad arco a tutto sesto, mentre ai lati si aprono due finestre rettangolari. Superiormente si ergono in continuità con quelle sottostanti quattro lesene; in sommità, lungo gli spioventi del tetto si allunga un cornicione in rilievo.
I fianchi, scanditi da lesene d'ordine gigante, sono illuminati da finestre rettangolari in sommità; sul retro al centro dell'abside è collocata una monofora ad arco trilobato.
All'interno la navata, coperta da due volte a crociera affrescate a motivi floreali, è affiancata da paraste doriche a sostegno del cornicione perimetrale modanato.
Il presbiterio, lievemente sopraelevato, è preceduto dall'arco trionfale a tutto sesto, retto da paraste doriche; l'ambiente absidato, chiuso superiormente dal catino con spicchi a vela lunettati dipinti, accoglie sul fondo l'altare maggiore.